# Chico Vaughn
Charles "Chico" Vaughn (ur. 19 lutego 1940 w Hodges Park, zm. 25 października 2013) – amerykański koszykarz, występujący na pozycji rozgrywającego.
17 listopada 1967 roku wyrównał rekord klubu Pittsburgh Pipers zdobywając 34 punkty w wygranym 95-94 spotkaniu z New Orleans Buccaneers.

## Osiągnięcia
NCAA
- Uczestnik:
  - rozgrywek Final Four turnieju NCAA Division II (1962)
  - rozgrywek Sweet Sixteen turnieju NCAA Division II (1961, 1962)
- Mistrz sezonu regularnego konferencji AC (1961, 1962)
- Drużyna Southern Illinois Salukis zastrzegła należący do niego numer 20
- Lider strzelców wszech czasów uczelni Southern Illinois

ABA
- Mistrz ABA (1968)[3]
- Uczestnik meczu gwiazd ABA (1968)[3][4]
- Lider play-off w liczbie celnych rzutów za 3 punkty (1968)[5]